# Сисари Зимбабвеа
Сисари Зимбабвеа
Зимбабве има једну од најочуванијих популација сисара на свету. Већина од 291 врсте сисара који се природно јављају јужно од река Кунене и Замбези постоји и у Зимбабвеу.
Представљено је 12 различитих редова:
- Бубоједи (Insectivora)
- Љиљци, слепи мишеви (Chiroptera)
- Примати (Primates) - павијани и други мајмуни
- Љускавци (Pholidota) - панголини из породице Manidae
- Зечеви и кунићи (Lagomorpha)
- Глодари (Rodentia)
- Звери (Carnivora) - мачке, дивљи пси, хијене
- Цевозупке (Tubulidentata) - мравојед
- Слонови (Proboscidea) - Афрички слон
- Дамани (Hyracoidea) - Дасис
- Копитари (Perissodactyla) - носорог и зебра
- Папкари (Artiodactyla) - антилопе (дуикер), афрички биво, нилски коњ, дивље свиње; жирафе